# Raïon de Tchaoun

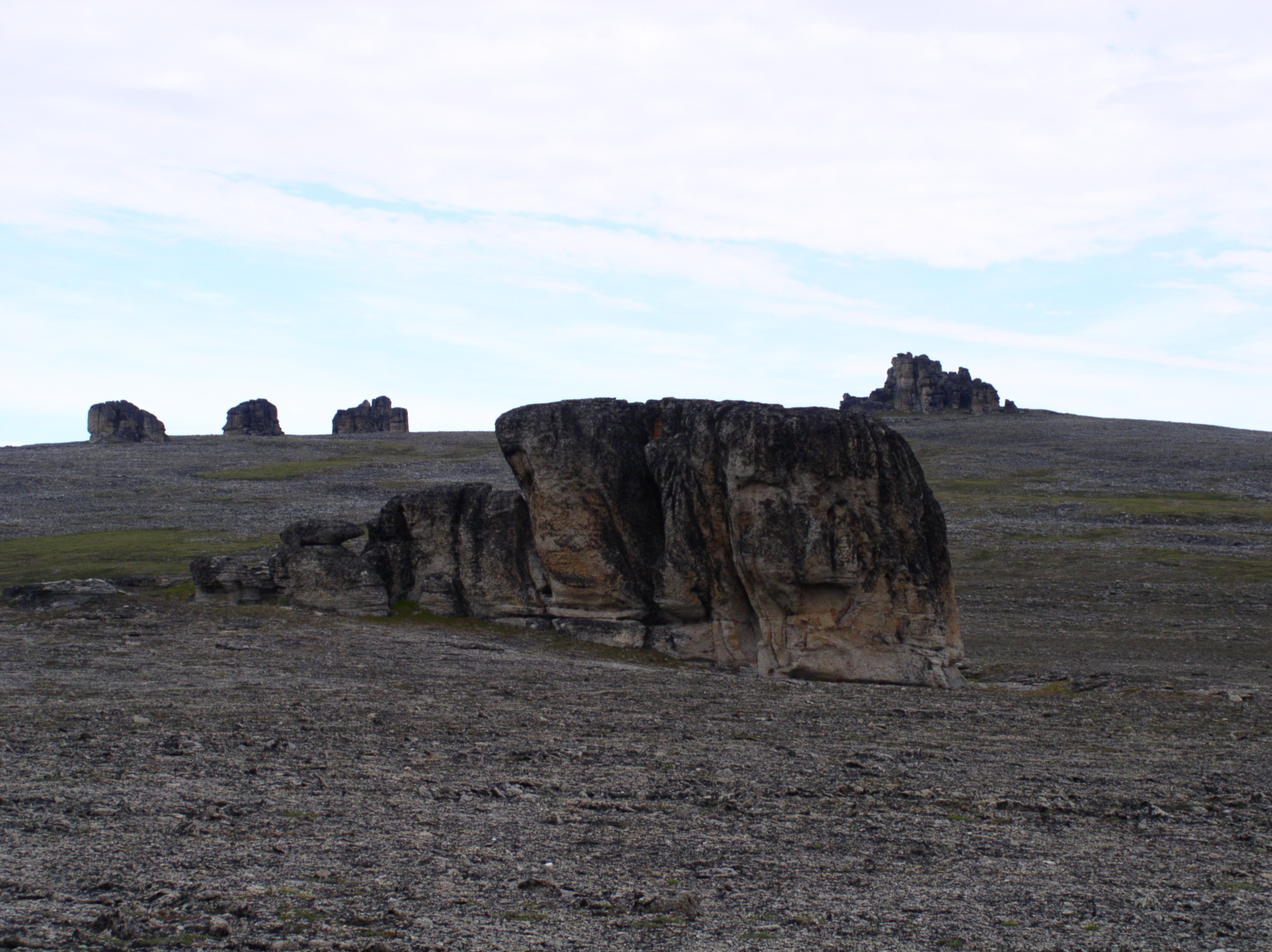
Paysage du district de Chaunsky

Le raïon de Tchaoun (russe : Ча́унский райо́н; est une subdivision administrative et municipale du district autonome de Tchoukotka, en Russie. Il est situé sur la rive nord de ce district autonome, à la frontière du raïon Iultinsky au nord-est, du raïon Anadyrsky au sud-est, et du raïon Bilibinsky au sud et à l'ouest. Le raïon couvre 58 100 km2. Son centre administratif est la ville de Pevek qui présentait en 2010 une population de 5 148 personnes. La population de Pevek représente 80,8 % de la population totale du raïon.
Le raïon de Tchaoun est plat comparé aux autres raïons de Tchoukotka. Cette terre a été découverte par les non-indigènes au XVIIIe siècle, et aujourd'hui les indigènes sont en minorités car les slaves sont arrivés en nombre à la suite du développement d'une activité minière.

## Géographie
Le raïon est centrée autour de la Baie de Tchaoun, sur les rives de laquelle Pevek, le centre administratif du district, est situé. Le territoire de Tchaoun comprend également l'Île Aïon et l'Île Mosey, que l'on trouve à l'entrée de la baie de Chaunskaya.
Le territoire du raïon s'étend sur 330 km du nord au sud et 290 km d'est en ouest. Le Cap Shelagsky en est le point le plus septentrional. Le district de Chaunsky est nettement plus plat que celui de Bilibinsky situé à l'ouest et comprend de grandes zones de pâturage pour les rennes.
Mesurant approximativement 350 km de long, la rivière Chaun, qui se jette dans la baie de Chaunskaya, est le plus long cours d'eau du district autonome.